# Félelem, bizonytalanság és kétely
A félelem, a bizonytalanság és a kétely (gyakran FUD-nak rövidítve, angolul Fear, uncertainty, and doubt) egy olyan dezinformációs stratégia, amelyet az értékesítésben, a marketingben, piaci manipuláció eszközeként, a közönségkapcsolatban, a politikában, a szektákban és a propagandában használnak. A FUD általában egy stratégia az észlelés befolyásolására negatív, kétes vagy hamis információk terjesztésével és a félelemre apellálással. 
Míg a kifejezés legalább a 20. század eleje óta létezik, a szoftver-, hardver- és technológiai iparágakhoz kapcsolódó dezinformáció jelenlegi általános használata általában az 1970-es években jelent meg, hogy leírja a számítógépes hardveriparban a dezinformációt, és azóta szélesebb körben alkalmazzák.

## Meghatározás
A „félelem, bizonytalanság és kétely” kifejezés már az 1920-as években megjelent, míg a „kétségek, félelmek és bizonytalanságok” hasonló megfogalmazása legalább 1693-ra nyúlik vissza. 1975-re datálható a kifejezés rövidítése FUD-ként, míg a marketing és értékesítési összefüggésekben, valamint a közönségkapcsolatokban:  
A FUD rövidítés alternatívaként "félelmet, bizonytalanságot és dezinformációt" is jelenti.  
A FUD-ot a jelenlegi technológiával kapcsolatos általános értelmével először használta Gene Amdahl 1975-ben, miután elhagyta az IBM-et, hogy megalapítsa saját vállalkozását, az Amdahl Corp.-ot.  
A kifejezést a Morgan Stanley veteránjának, Ulrich Weil elemzőnek is tulajdonították. 
A FUD-nak a számítógépes hardveriparban a dezinformáció leírására való felhasználása állítólag a szó későbbi népszerűsítéséhez vezetett.  

## Példák

### Szoftvergyártók

#### Microsoft
Az 1990-es évektől kezdve a kifejezést leggyakrabban a Microsofthoz társították.  

### Biztonságtechnikai ipar
A FUD széles körben elismert taktika a biztonsági termékek és intézkedések eladásának vagy megvalósításának előmozdítására. Lehetséges olyan oldalakat találni, amelyek tisztán mesterséges problémákat írnak le. Az ilyen oldalak gyakran tartalmaznak a demonstráló forráskódra mutató hivatkozásokat, amelyek nem mutatnak érvényes helyre, és néha olyan linkeket is tartalmaznak, amelyek "a számítógépen rosszindulatú kódot hajtanak végre, függetlenül a jelenlegi biztonsági szoftvertől", és futtatható kód nélküli oldalakhoz vezetnek.     
A FUD-taktika hátránya ebben az összefüggésben az, hogy ha a kijelentett vagy feltételezett fenyegetések idővel nem valósulnak meg, az ügyfél vagy a döntéshozó gyakran reagál a költségvetés vagy a jövőbeni biztonsági kezdeményezések támogatásának visszavonásával.  

### Clorox
2008-ban a Clorox kapott hasonló kritikát a Clorox GreenWorks kapcsán. A GreenWorks állítólag környezetbarát tisztítószerei az alábbi szlogent kapták: „Végre a zöld működik”.  A szlogen egyaránt azt sugallta, hogy más vállalatok által gyártott " zöld " termékek, amelyek a Clorox GreenWorks vonalának bevezetése előtt már a fogyasztók rendelkezésére álltak, mind hatástalanok voltak, valamint, hogy az új GreenWorks-vonal legalább annyira hatékony volt, mint a Clorox meglévő terméksorozata. Ennek a szlogennek és a kapcsolódó hirdetési kampánynak a szándékát úgy értelmezik, hogy vonzó a fogyasztók azon félelmére, hogy a kevésbé ismert márkanevű vállalatok termékei kevésbé megbízhatóak vagy hatékonyak. A kritikusok rámutattak arra is, hogy annak ellenére, hogy a GreenWorks termékeit zöldként ábrázolják abban az értelemben, hogy kevésbé ártalmasak a környezetre és/vagy azokat használó fogyasztókra, a termékek számos olyan összetevőt tartalmaznak, amelyek a természetes termékek támogatói már régóta kampányoznak a használat ellen a háztartási termékekben az emberekre vagy a környezetre kifejtett mérgező hatás miatt. A környezetvédelmi csoportok, a fogyasztóvédelmi csoportok és az ipari önszabályozó Jobb Üzleti Iroda vitatta mindhárom hallgatólagos állítását, és egyes elemeiket vitatta.

## További irodalom
Noha a "FUD" kifejezés általánosan használt, és némileg korlátozott, az a gyakorlat, hogy más személyekre, termékekre vagy körülményekre indokolatlanul megtévesztik a saját céljaikat, olyan idős lehet, mint az emberiség; a klasszikus irodalom példái között szerepel Shakespeare Othellója beli Jago.

## Fordítás
- Ez a szócikk részben vagy egészben  a   Fear, uncertainty, and doubt című angol Wikipédia-szócikk ezen változatának fordításán alapul.  Az eredeti cikk szerkesztőit annak laptörténete sorolja fel. Ez a jelzés csupán a megfogalmazás eredetét és a szerzői jogokat jelzi, nem szolgál a cikkben szereplő információk forrásmegjelöléseként.